# Марьино (Тёпло-Огарёвский район)
Марьино — деревня в Тёпло-Огарёвском районе Тульской области России.
В рамках административно-территориального устройства входит в Горьковский сельский округ Тёпло-Огарёвского района, в рамках организации местного самоуправления включается в Нарышкинское сельское поселение.

## География
Расположена в 1,5 км от северной границы райцентра, посёлка городского типа Тёплое, в 61 км к югу от областного центра, г. Тулы. 
На юго-востоке примыкает к деревне Хомутовка.

## Население
| 2002 | 2010 |
| ---- | ---- |
| 133  | ↘103 |